# Beaumont-sur-Sarthe
Beaumont-sur-Sarthe és un municipi francès situat al departament del Sarthe i a la regió de País del Loira. L'any 2007 tenia 2.139 habitants.

## Demografia

### Població
El 2007 la població de fet de Beaumont-sur-Sarthe era de 2.139 persones. Hi havia 969 famílies de les quals 384 eren unipersonals (106 homes vivint sols i 278 dones vivint soles), 336 parelles sense fills, 196 parelles amb fills i 53 famílies monoparentals amb fills.
La població ha evolucionat segons el següent gràfic:
Habitants censats

### Habitatges
El 2007 hi havia 1.135 habitatges, 971 eren l'habitatge principal de la família, 25 eren segones residències i 140 estaven desocupats. 890 eren cases i 232 eren apartaments. Dels 971 habitatges principals, 586 estaven ocupats pels seus propietaris, 365 estaven llogats i ocupats pels llogaters i 19 estaven cedits a títol gratuït; 39 tenien una cambra, 82 en tenien dues, 242 en tenien tres, 300 en tenien quatre i 308 en tenien cinc o més. 645 habitatges disposaven pel capbaix d'una plaça de pàrquing. A 449 habitatges hi havia un automòbil i a 269 n'hi havia dos o més.

### Piràmide de població
La piràmide de població per edats i sexe el 2009 era:
| Homes | Edats   | Dones |
| ----- | ------- | ----- |
| 0     | 95 o +  | 12    |
| 4     | 90 a 94 | 28    |
| 24    | 85 a 89 | 64    |
| 20    | 80 a 84 | 48    |
| 64    | 75 a 79 | 112   |
| 56    | 70 a 74 | 72    |
| 64    | 65 a 69 | 100   |
| 64    | 60 a 64 | 60    |
| 52    | 55 a 59 | 60    |
| 32    | 50 a 54 | 36    |
| 60    | 45 a 49 | 40    |
| 60    | 40 a 44 | 36    |
| 48    | 35 a 39 | 68    |
| 72    | 30 a 34 | 48    |
| 40    | 25 a 29 | 52    |
| 48    | 20 a 24 | 48    |
| 52    | 15 a 19 | 36    |
| 32    | 10 a 14 | 28    |
| 48    | 5 a 9   | 60    |
| 60    | 0 a 4   | 40    |

## Economia
El 2007 la població en edat de treballar era de 1.084 persones, 741 eren actives i 343 eren inactives. De les 741 persones actives 656 estaven ocupades (343 homes i 313 dones) i 85 estaven aturades (47 homes i 38 dones). De les 343 persones inactives 132 estaven jubilades, 82 estaven estudiant i 129 estaven classificades com a «altres inactius».

### Ingressos
El 2009 a Beaumont-sur-Sarthe hi havia 928 unitats fiscals que integraven 1.921 persones, la mediana anual d'ingressos fiscals per persona era de 15.531 €.

### Activitats econòmiques
Dels 110 establiments que hi havia el 2007, 5 eren d'empreses extractives, 3 d'empreses alimentàries, 2 d'empreses de fabricació d'altres productes industrials, 7 d'empreses de construcció, 27 d'empreses de comerç i reparació d'automòbils, 5 d'empreses de transport, 9 d'empreses d'hostatgeria i restauració, 1 d'una empresa d'informació i comunicació, 10 d'empreses financeres, 7 d'empreses immobiliàries, 12 d'empreses de serveis, 13 d'entitats de l'administració pública i 9 d'empreses classificades com a «altres activitats de serveis».
Dels 37 establiments de servei als particulars que hi havia el 2009, 1 era una oficina d'administració d'Hisenda pública, 1 gendarmeria, 1 oficina de correu, 6 oficines bancàries, 2 funeràries, 3 tallers de reparació d'automòbils i de material agrícola, 1 taller d'inspecció tècnica de vehicles, 1 autoescola, 1 guixaire pintor, 3 fusteries, 1 lampisteria, 1 empresa de construcció, 3 perruqueries, 1 veterinari, 4 restaurants, 4 agències immobiliàries, 1 tintoreria i 2 salons de bellesa.
Dels 12 establiments comercials que hi havia el 2009, 2 eren supermercats, 1 una botiga de menys de 120 m², 2 fleques, 3 carnisseries, 1 una llibreria, 2 botigues de roba i 1 una floristeria.
L'any 2000 a Beaumont-sur-Sarthe hi havia 19 explotacions agrícoles que ocupaven un total de 406 hectàrees.

## Equipaments sanitaris i escolars
El 2009 hi havia 1 un hospital de tractaments de llarga durada, 2 farmàcies i 1 ambulància.
El 2009 hi havia 1 escola maternal i 2 escoles elementals. Beaumont-sur-Sarthe disposava d'un col·legi d'educació secundària amb 274 alumnes.

## Poblacions més properes
El següent diagrama mostra les poblacions més properes.